# Reynolds Metals Company
Pour les articles homonymes, voir Reynolds.
Reynolds Metals Company (RMC), fondée en 1919 au nom de U.S. Foil Company à Louisville (Kentucky) par Richard S. Reynolds, Sr., était une entreprise d'aluminium. Elle a fusionné avec Alcoa en 2000.
Elle disposait, entre autres, d'une usine à Phoenix (Arizona)
L’annonce par Alcoa du rachat de Reynolds Metals Company, le 11 août 1999, est survenue le même jour que l’annonce de la fusion à trois réunissant Alcan, Péchiney et Algroup pour créer APA.